# Karnýz

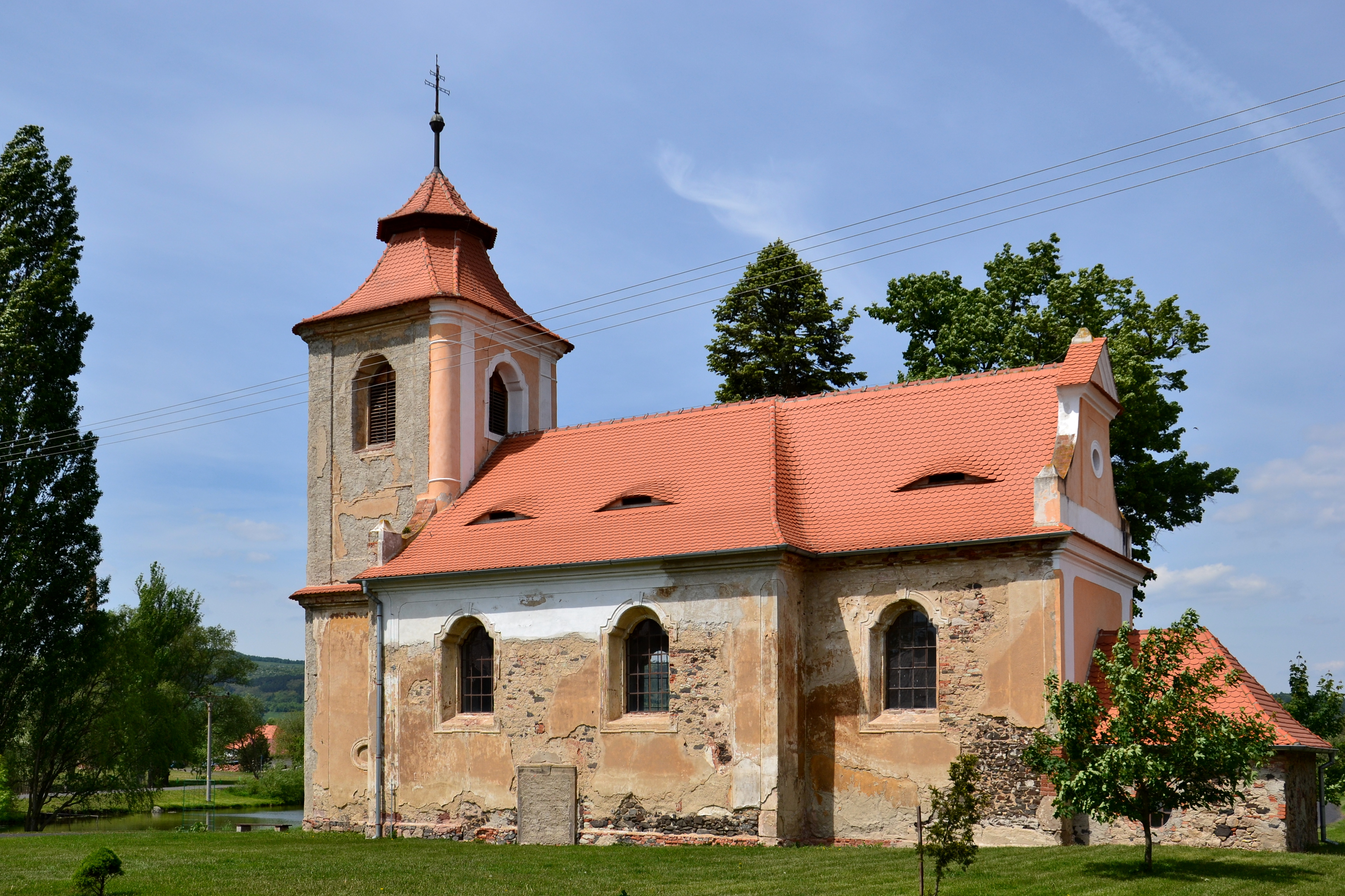
Okna kostela sv. Jana Evangelisty v Zahořanech jsou karnýzově zaklenuta

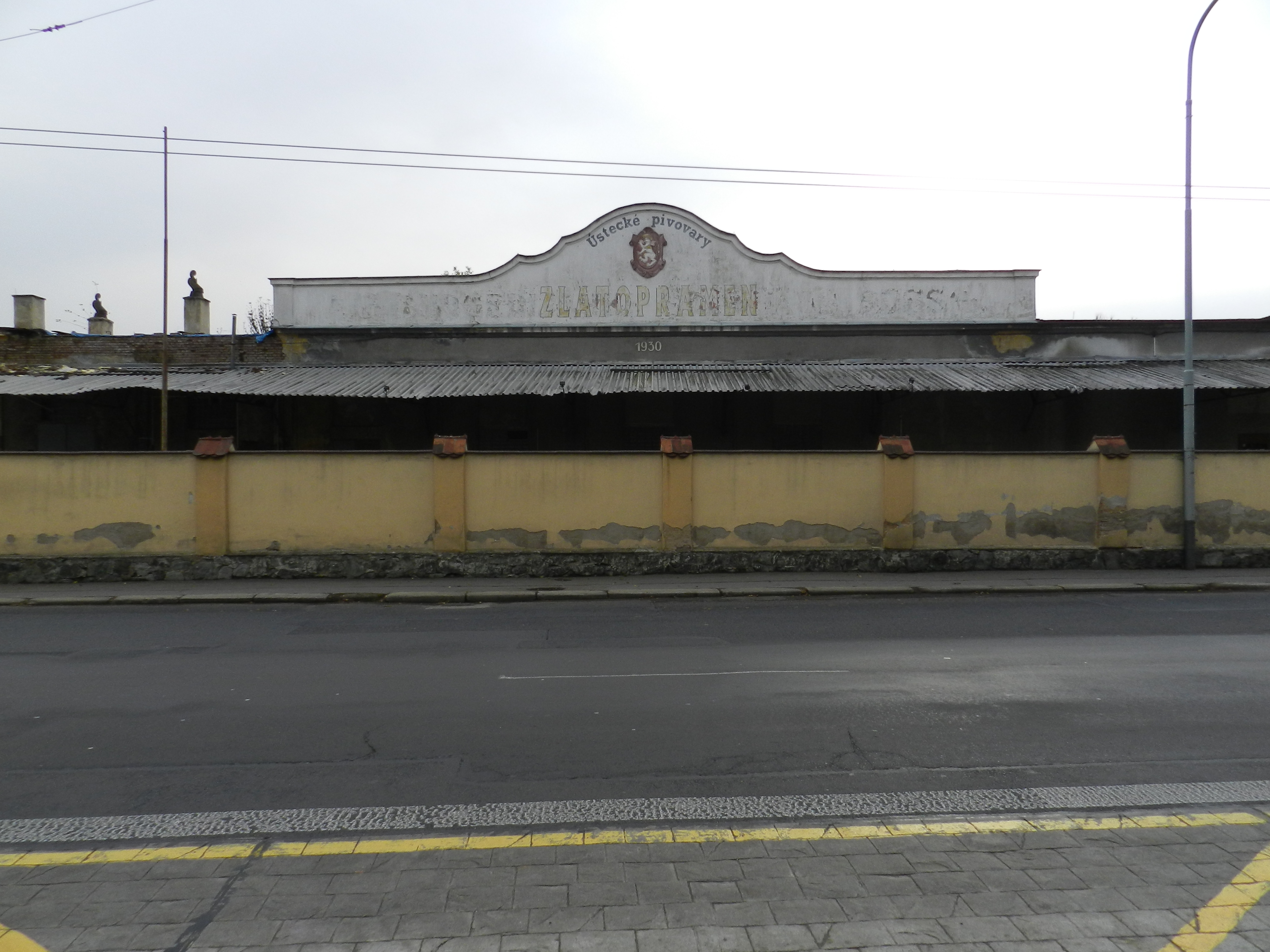
Provozní budova pivovaru Krásné Březno s nízkým štítkem s násobným karnýzem

Karnýz či karnýs je vhloubeně vypouklý architektonický prvek (římsa či složený oblouk respektive záklenek) např. na renesančním, barokním či rokokovém objektu. Může být použit na budově, truhlářském výrobku nebo i jako ozdoba v textilnictví. Má tvar vlny (kyma), existuje též násobný karnýz. Podle orientace vlny má karnýz čtyři typy: žlábkovnici, lalošku, zvonovnici a vzpěrnici. 